# كيني ترافيس
كيني ترافيس (6 فبراير 1965 في الولايات المتحدة - ) (بالإنجليزية: Kenny Travis)‏ هو لاعب كرة سلة أمريكي في مركز هجوم صغير الجسم. لعب مع سان ميغيل بيرمن وستار هوتشوتز وFresno Flames ‏.

## وصلات خارجية
- كيني ترافيس على موقع سبورتس رفرنس (الإنجليزية)
- كيني ترافيس على موقع كلية كرة السلة في سبورتس رفرنس.كوم (الإنجليزية)
- كيني ترافيس على موقع بروبوليرز (الإنجليزية)